# Стрюдом, Ханнес
Йоханнес Якобус «Ханнес» Стрюдом (африк. Johannes Jacobus "Hannes" Strydom; 13 июля 1965 — 19 ноября 2023) — южноафриканский регбист, выступавший на позиции лока, чемпион мира 1995 года в составе сборной ЮАР. За сборную провёл 21 тестовый матч и 10 нетестовых .

## Ранние годы
Ханнес Стрюдом родился 13 июля 1965 года в городе Велком провинции Оранжевое свободное государство Южно-Африканского Союза.
Учился в школе Пирсон в Порт-Элизабет, где позже его имя было присвоено регбийному полю A, а также в университетах Порт-Элизабет и Преторийском университете. В составе команды школ Восточно-Капской провинции выступал в 1983 и 1984 годах на турнире «Неделя Кравена».

## Игровая карьера
Дебютировал в 1986 году за команду Восточной провинции. В 1988—1982 годах играл за команду Северного Трансвааля, с 1993 годах представлял команду Трансвааля, позже получившую название «Голден Лайонз». Выступал в связке с Кобусом Визе.
Некоторое время выступал в Супер Регби за клуб «Кэтс», партнёрский клуб команды «Голден Лайонз» из Кубка Карри.
3 июля 1993 года Стрюдом дебютировал в составе сборной ЮАР в тестовом матче 3 июля 1993 года против Франции на стадионе «Эллис Парк». В составе «спрингбоков» участвовал в турне по Австралии и Аргентине, сыграв во всех тестовых матчах. В 1994 году он сыграл только один матч.
В 1995 году Стрюдом выступил на первом в истории ЮАР чемпионате мира, который был к тому же ещё и домашним для команды: сборная ЮАР завоевала титул чемпионов мира, переиграв в финале сборную Новой Зеландии. Он продолжил выступать за сборную ЮАР в 1996 и 1997 годах, сыграв также в серии против «Британских львов» в 1997 году (всего сыграл 9 матчей в турне). Всего он сыграл 21 матч за сборную ЮАР в 1993—1997 годах, набрав 5 очков. Последнюю встречу он провёл 23 августа 1997 года против Австралии.

### Матчи за сборную
| Номер | Противник       | Счёт  | Позиция  | Попыток | Дата            | Место                                 |
| ----- | --------------- | ----- | -------- | ------- | --------------- | ------------------------------------- |
| 1     | Франция         | 17:18 | лок      |         | 3 июля 1993     | Эллис Парк, Йоханнесбург              |
| 2     | Австралия       | 19:12 | лок      |         | 31 июля 1993    | Сиднейский футбольный стадион, Сидней |
| 3     | Австралия       | 20:28 | лок      |         | 14 августа 1993 | Баллимор, Брисбен                     |
| 4     | Австралия       | 12:19 | лок      |         | 21 августа 1993 | Сиднейский футбольный стадион, Сидней |
| 5     | Аргентина       | 29:26 | лок      |         | 6 ноября 1993   | Феррокарриль Оэсте, Буэнос-Айрес      |
| 6     | Аргентина       | 52:23 | лок      |         | 13 ноября 1993  | Феррокарриль Оэсте, Буэнос-Айрес      |
| 7     | Англия          | 15:32 | лок      |         | 4 июня 1994     | Лофтус Версфельд, Претория            |
| 8     | Австралия       | 27:18 | лок      |         | 25 мая 1995     | Ньюлендс, Кейптаун                    |
| 9     | Канада          | 20:0  | лок      |         | 3 июня 1995     | Бут Эразмус, Порт-Элизабет            |
| 10    | Франция         | 19:15 | лок      |         | 17 июня 1995    | Кингс Парк, Дурбан                    |
| 11    | Новая Зеландия  | 15:12 | лок      |         | 24 июня 1995    | Эллис Парк, Йоханнесбург              |
| 12    | Австралия       | 25:19 | запасной |         | 3 августа 1996  | Фри-Стейт, Блумфонтейн                |
| 13    | Новая Зеландия  | 18:29 | запасной |         | 10 августа 1996 | Ньюлендс, Кейптаун                    |
| 14    | Новая Зеландия  | 19:23 | лок      |         | 17 августа 1996 | Кингс Парк, Дурбан                    |
| 15    | Новая Зеландия  | 26:33 | лок      | 1       | 24 августа 1996 | Лофтус Версфельд, Претория            |
| 16    | Уэльс           | 37:20 | запасной |         | 15 декабря 1996 | Кардифф Армс Парк, Кардифф            |
| 17    | Тонга           | 74:10 | лок      |         | 10 июня 1997    | Ньюлендс, Кейптаун                    |
| 18    | Британские львы | 16:25 | лок      |         | 21 июня 1997    | Ньюлендс, Кейптаун                    |
| 19    | Британские львы | 15:18 | лок      |         | 28 июня 1997    | Кингс Парк, Дурбан                    |
| 20    | Британские львы | 35:16 | лок      |         | 5 июля 1997     | Эллис Парк, Йоханнесбург              |
| 21    | Австралия       | 61:22 | лок      |         | 23 августа 1997 | Лофтус Версфельд, Претория            |

## После игровой карьеры
После завершения игровой карьеры Стрюдом стал бизнесменом в сфере фармацевтического бизнеса. Он был владельцем сети аптек Pharma Valu в Претории. В 2003 году был включён в спортивный зал славы Преторийского университета.
19 ноября 2023 года Ханнес Стрюдом погиб в автокатастрофе около города Эмалахлени.